# بناء مركب
البناء المركب هو مصطلح عام لوصف أي بناء للمبنى يتضمن مواد متباينة متعددة. يُستخدم البناء المركب غالبًا في بناء المركبات الجوية والمركبات المائية وبناء المباني. هناك العديد من الأسباب لاستخدام المواد المركبة بما في ذلك زيادة القوة وفلسفة الجمال والاستدامة البيئية.

## هندسة إنشائية
في الهندسة الإنشائية، يحدث البناء المركب عندما تترابط مادتين مختلفتين معًا بقوة إذ يعملان معًا كوحدة واحدة من وجهة نظر إنشائية. عندما يحدث هذا، يطلق عليه السلوك المركب. يشمل أحد الأمثلة الشائعة كمرات من الصلب تدعم بلاطات الأرضية الخرسانية. إذا لم تتصل الكمرة بحزم مع البلاطة، فإن البلاطة تنقل كل وزنها إلى الكمرة ولا تشارك البلاطة بأي شيء في قدرة نقل الحمل على الكمرة. ومع ذلك، إذا اتصلت البلاطة بشكل إيجابي بالكمرة باستخدام المسامير، فيمكن افتراض أن جزءًا من البلاطة يعمل بشكل مركب مع الكمرة. في الواقع، يخلق هذا الشكل المركب كمرة أكبر وأقوى مما توفره كمرة الصلب وحدها. يمكن للمهندس الإنشائي حساب قطاع محوّل كخطوة واحدة في تحليل قدرة نقل الحمل للكمرة المركبة.

## بناء المنازل
الكمرة الطولية هي شكل بسيط من البناء المركب، تُستخدم أحيانًا في بناء الهياكل الخفيفة في أمريكا الشمالية. يحدث هذا عندما يقع لوح الصلب بين عارضتين من الخشب مثبتتين معًا بالمسامير. يمكن للكمرة الطولية عادةً دعم الأحمال الثقيلة على طول بحر أطول من الكمرة المصنوعة من الخشب بالكامل من نفس القطاع العرضي.

## بناء سطح السفينة

### خشب مركب
سطح السفينة التقليدي عبارة عن خشب معالج بالضغط. المواد الحالية التي يختار العديد من المقاولين استخدامها هي الخشب المركب. تُصنع هذه المواد عادةً من مركب الخشب والبلاستيك أو البلاستيك المقوى بالألياف الزجاجية. لا تتشوه هذه المواد أو تتشقق أو تنقسم وهي متعددة الجوانب والاستعمالات، مثل: الخشب التقليدي المعالج بالضغط. يمر الخشب المركب بعدة عمليات مختلفة، وهناك العديد من الأحجام والأشكال ونقاط القوة المتاحة. اعتمادًا على نوع المركب المختار، يمكن استخدام المواد المستخدمة في تصنيع سطح السفينة في عدد من مشاريع البناء الأخرى بما في ذلك الأسوار والسقائف.

### صلب مركب
في الصلب المركب، تكون المواد المتباينة هي الصلب والخرسانة. يجمع الصلب المركب بين قوة الشد للصلب وقوة ضغط الخرسانة لتحسين كفاءة التصميم وتقليل المواد اللازمة لتغطية مساحة معينة. بالإضافة إلى ذلك، يمكن أن تغطي أسطح الصلب المركبة المدعومة بواسطة عوارض الصلب المركبة مسافات أكبر بين العناصر الداعمة وتقلل انحراف الحمل الحي مقارنة بطرق البناء السابقة.

## مركبات الإسمنت البوليمرية
تُطور وتُختبر مركبات الإسمنت البوليمرية كبديل للإسمنت التقليدي. يُستخدم الإسمنت التقليدي كجص سريع التدهور. يؤدي التدهور إلى تشقق المادة بسهولة بسبب العمليات الحرارية التي أصبحت قابلة لنفاذ الماء من خلالها ولم تعد سليمة من الناحية الإنشائية. اختبرت وكالة حماية البيئة الأمريكية بالاشتراك مع شركة المواد والبحوث الكهروكيميائية مادة مركبة من الإسمنت البوليمري تتكون من مطاط مفتت مصنوع من إطارات مطاطية مُعاد تدويرها وأسمنت. وُجد أنه يمكن إضافة 20% من فتات المطاط إلى خليط الإسمنت دون التأثير على مظهر الإسمنت. اختُبرت هذه المادة الجديدة بالنسبة للقوة والمتانة باستخدام معايير الجمعية الأمريكية لاختبار المواد.